# Историзъм
Историзмът е теория във философията и историографията, базирана на идеята за историчността на човека и неговата обвързаност с традицията.
Историзмът възниква през XIX век в Германия и оказва значително влияние в Европа през XIX и XX век, но е остро критикуван от логическите позитивисти. Истористката историография отхвърля телеологичния характер на историята и довежда до крайност наблюдението, че човешките институции, като език, изкуство, религия, право или държава, са предмет на постоянна промяна.
Както отбелязва Щефан Бергер „историзмът (Historismus), така като е представен от Леополд фон Ранке, може да бъде виждан като еволюционистки, реформистки концепт който включва целия политически ред като израснал, развит от историята; историцизмът (Historizismus), както го дефинира – и отхвърля – Попър, се основава на схващането, че историята се развива, следвайки педопределени закони към определена цел. Английският език, използващ един термин за двете схващания, е склонен да ги смесва.“ В своята книга Нищетата на историцизма Попър изтъква именно, че „анализ и обясняване на различия чрез позоваване ... на тяхната връзка с преобладаващи предпочитани и интереси през даден исторически период – подход, който понякога бива наричан историзъм – не бива да се бърка с онова, което аз назовавам историцизъм...“
Фридрих Мейнеке излага аргументацията за историзма като изтъква два аспекта на обясняването: чрез причини и чрез ценности. В началото на 20 век Анри Бергсон, като развива своите възгледи за времето като външност, различна от траенето, което е вътрешност, задава и по-философска основа на идеята за историзъм.